# Giao Xuân
Giao Xuân là một xã phía đông của huyện Giao Thủy, phía bắc Giáp với Giao Lạc, phía tây Giáp xã Bình Hòa và Giao Hà, phía nam giáp xã Giao Hải, phía đông giáp biển Đông. Xã này nằm trong 4 xã, thị trấn nằm ở của huyện Giao Thủy thuộc vùng chuyển tiếp của khu dự trữ sinh quyển châu thổ sông Hồng, đã được UNESCO công nhận là khu dự trữ sinh quyển thế giới.